# 尼古拉斯·斯坦诺
尼古拉斯·斯坦诺（拉丁语：Nicolaus Steno，1638年1月11日—1686年11月25日）也作斯泰诺，斯台诺，史丹诺，斯丹诺，史坦诺，其名字的丹麦语形式为 Niels Steensen 或 Niels Stensen，音译为尼尔斯·斯滕森，为一位丹麦的解剖学家和地质学家，他早期的地质考察极大的推动了地质学的发展，被认为是地质学与地层学之父。

## 生平事迹

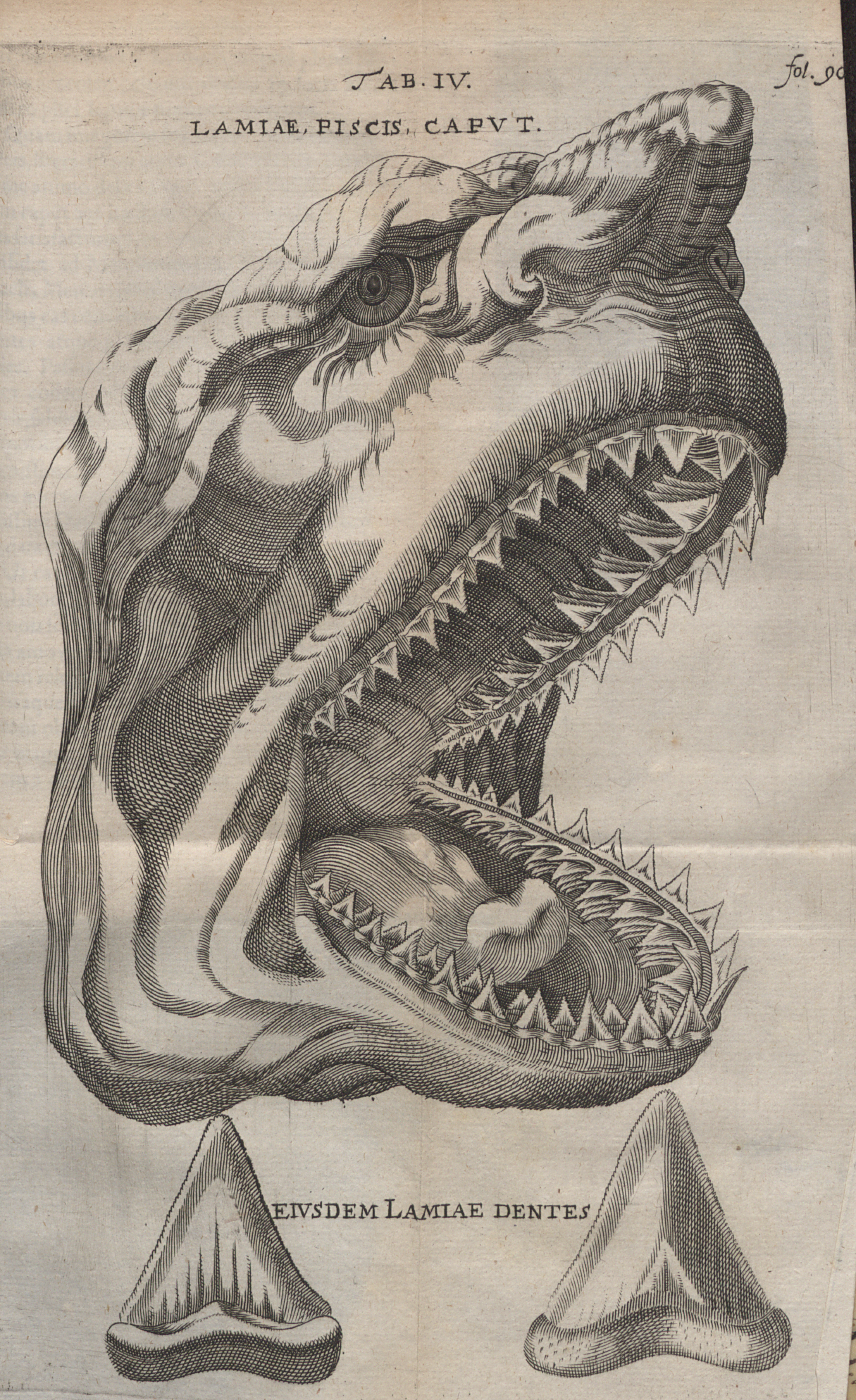
Elementorum myologiae specimen, 1669

斯坦诺生于丹麦哥本哈根，父亲是一名金匠。1660年他前往阿姆斯特丹学习人体解剖，在此期间他出版了《腺的解剖学发现》，发现的从腮腺到口腔的管道，即腮腺管，也被称为“斯坦诺管”。1665年，斯坦诺去了意大利的佛罗伦萨，被任命为托斯卡纳大公斐迪南二世的医生。他在意大利进行了广泛的地质考察，并于1669年提出了著名的斯坦诺定律和叠覆律。此外他还提出了化石是古代生物的遗骸和岩石沉积的结果。
他是第一个认识到地壳中记录了各代的地质事件，认为通过对地层和化石的仔细研究可以破译这些地质历史。但受制于宗教观念的束缚，于1667年放弃了科学研究，转而研究宗教，并改变了自己的信仰，从信义宗信徒改为天主教信徒。1677年成为一名主教，并被委任为德国北部和斯堪的纳维亚教区的牧师。。1686年在德国什未林去世。1987年，他被教宗若望·保禄二世宣福。